# John McConnell Black
John McConnell Black (* 28. April 1855 in Wigtown, Schottland; † 2. Dezember 1951 in North Adelaide, South Australia) war ein britisch-australischer Linguist und Botaniker. Sein botanisches Autorenkürzel lautet „J.M.Black“.

## Frühe Jahre
John McConnell Black wurde in Wigtown im Westen Schottlands als drittes von vier Kindern des Bankiers George Couper Black und dessen Frau Ellen (geb. Barham) geboren. Seine ältere Schwester Helen wurde später die zweite Frau des Theaterimpresarios Richard D’Oyly Carte.
Black besuchte die „Wigtown Grammer School“, die Edinburgh Academy, die „Taunton College School“ sowie eine Handelsschule in Dresden.

## Berufsleben
Black arbeitete in der British Linen Bank in Edinburgh und in der Oriental Bank in London.
1877 wanderte er zusammen mit seiner verwitweten Mutter einer Schwester und einem Bruder nach South Australia aus. Als er in den Banken in Adelaide keine Arbeit fand, versuchte er sich ab 1878 als Farmer und baute im Meldenland bei „Baroota“ Weizen an. Der ausgebildete Linguist verstand viele Fremdsprachen, darunter Arabisch, Französisch, Deutsch, Italienisch, Russisch und Spanisch. 1877 wanderte er nach Australien aus und entwickelte großes Interesse an den Sprachen der Aborigines und an der Pflanzenwelt des trockenen Landes. 1915–1920 gab er drei Arbeiten über das Vokabular der Sprachen der australischen Ureinwohner heraus.
Da sich der Getreideanbau als unwirtschaftlich erwies, gab Black ihn 1883 wieder auf, zog nach Adelaide und arbeitete als Journalist im South Australia Register. Später wurde er Chefreporter und ein angesehener Herausgeber des Advertiser.

## Botanik
Das Erbe seiner 1903 verstorbenen Mutter stellte Black finanziell so gut, dass er seine Arbeit als Journalist aufgeben konnte und eine Reise durch Südamerika und Europa antrat. Nach seiner Rückkehr nach Australien konzentrierte er sich auf die systematische Botanik. Besonders war er an den bisher wenig beachteten, eingeschleppten Pflanzen und „Unkräutern“ interessiert, die sich in der Nähe australischer Städte ausbreiteten. Das Vermächtnis seiner 1913 verstorbenen Schwester Helen ermöglichte ihm finanziell ab 1914 auch die Arbeit an der einheimischen Flora.
John McConnell Black veröffentlichte etliche Standardwerke der systematischen Botanik, die er selbst illustrierte und in denen er 2.430 verschiedene Spezies beschrieb. Er galt, obwohl er nie Biologie studiert hatte, 50 Jahre lang als bester systematischer Botaniker in South Australia. Er baute ein eigenes Herbarium auf, das er später der University of Adelaide vermachte. Auch mit taxonomisch so komplizierten Gattungen wie Eucalyptus, Acacia und Stipa befasste er sich.

## Familienleben und Tod
Am 11. September 1879 heiratete John McConnell Black Alice Denford, die seine Vorlieben Radfahren und Botanik teilte. Sie hatten zusammen eine Tochter und drei Söhne.
Am 2. Dezember 1951 verstarb Black im Alter von 96 Jahren in seinem Haus in North Adelaide.

## Veröffentlichungen (Auswahl)
- The Naturalised Flora of South Australia, 1909
- The Flora of South Australia, 4 Bände, 1922–1929
- Überarbeitete Neuauflage von The Flora of South Australia, Band 1, 1943
- Überarbeitete Neuauflage von The Flora of South Australia, Band 2, 1948
- Überarbeitete Neuauflage von The Flora of South Australia, Band 3, 1952 (postum)

Quelle:

## Ehrungen
- 1927: Honorarprofessur für systematische Botanik an der University of Adelaide
- 1930: Mitglied h. c. der Linnean Society in London
- 1930: Sir Joseph Verco Medal der Royal Society of South Australia
- 1932: Ferdinand von Mueller Medal der Australian and New Zealand Association for the Advancement of Science
- 1933–1934: Präsident der Royal Society of South Australia
- 1942: Order of the British Empire
- 1945: Australian Natural History Medallion des “Field Naturalists’ Club of Victoria”
- 1946: Clarke-Medaille der Royal Society of New South Wales

Quelle: